# Juraplebiszite
Die Juraplebiszite (französisch plébiscites jurassiens) waren eine Reihe von Volksabstimmungen in der Schweiz, welche die mögliche Abspaltung überwiegend französischsprachiger Gebiete im Kanton Bern zum Thema hatten. Der Begriff umfasst im engeren Sinne drei Abstimmungen in den Jahren 1974 und 1975, bei denen es um die grundsätzliche Zustimmung zur Gründung des Kantons Jura und dessen genaue Grenzziehung ging. Im weiteren Sinne dazu gezählt werden mehrere Abstimmungen zuvor und danach über die Schaffung der verfassungsrechtlichen Grundlagen sowie spätere Grenzziehungen. Volksabstimmungen, die das Laufental betreffen, werden im Artikel Kantonswechsel des Laufentals behandelt.

## Historischer Kontext
Der Jura gehörte einst zum Fürstbistum Basel, an dessen Stelle 1792 die revolutionäre Raurakische Republik trat. Frankreich annektierte ein Jahr später seine Tochterrepublik und schuf das Département Mont-Terrible. Dieses wiederum ging 1800 im Département Haut-Rhin auf. Nach der Eroberung durch die Koalitionstruppen wurde der Jura 1815 durch Beschluss des Wiener Kongresses dem Kanton Bern hinzugefügt. Im 19. Jahrhundert gab es zwei Konfliktebenen: einerseits zwischen dem überwiegend französischsprachigen Jura und dem deutschsprachigen alten Kantonsteil, andererseits zwischen dem landwirtschaftlich geprägten, katholischen Norden des Jura und dem reformierten, zunehmend industrialisierten Süden. Ausgelöst durch Germanisierungstendenzen vor und nach dem Ersten Weltkrieg vergrösserte sich der Gegensatz zwischen Bern und Jura, und es entstanden die ersten separatistischen Bewegungen. 1947 verweigerte der Berner Grosse Rat dem französischsprachigen jurassischen Regierungsrat Georges Moeckli die Leitung des Baudepartements mit der Begründung, dass er französischsprachig und ein Deutschberner für dieses wichtige Amt besser geeignet sei. Die Moeckli-Affäre löste grosse Empörung aus und bildete die eigentliche Initialzündung der separatistischen Bewegung, die unter der Führung des Rassemblement jurassien (RJ) die Gründung eines eigenständigen Kantons anzustreben begann.

## Kantonale Volksinitiative (1959)
Am 3. August 1957 kündigte das RJ eine kantonale Volksinitiative «im Hinblick auf die Organisation einer Volksbefragung im Jura über das Problem der Autonomie» an. Die Unterschriftensammlung begann am 1. September und brachte 23'396 Unterschriften ein, was selbst die kühnsten Erwartungen des RJ übertraf (erforderlich wären 12'000 gewesen). Sie wurde bei der Berner Staatskanzlei eingereicht und für gültig erklärt. Entgegen den Erwartungen deutschbernischer Kreise handelte es sich dabei nicht um eine Volksinitiative zur Änderung der Kantonsverfassung, mit der die gesamte bernische Wählerschaft direkt zur Kantonsteilung befragt werden würde. Das RJ ging realistischerweise ohnehin davon aus, dass eine solche angesichts der Mehrheitsverhältnisse von vornherein chancenlos wäre. Es schlug daher ein indirektes Vorgehen vor, bei dem durch Annahme einer Gesetzesinitiative ein Gesetz erlassen werden sollte, das die spätere Durchführung einer Abstimmung in den sieben jurassischen Bezirken über die Meinung der Jurassier hinsichtlich einer Trennung von Bern vorsah.
Zumindest im Jura erwartete das RJ eine überwältigende Zustimmung der Gesetzesinitiative. Selbst bei einer gesamtkantonalen Ablehnung hätten die Separatisten die Deutungshoheit über das weitere Schicksal des Jura erhalten. Bei einer gesamtkantonalen Annahme hätten sie umgehend Vorbereitungen für eine weitere Volksabstimmung in den sieben jurassischen Bezirken begonnen. In jedem Falle eines positiv zu deutenden Ergebnisses plante das RJ die Lancierung einer eidgenössischen Volksinitiative zur Änderung der Bundesverfassung. Geplant war die Änderung von Artikel 1 mit der Aufzählung der Kantone, die um einen neuen Kanton Jura ergänzt würde. Das Ergebnis der am 5. Juli 1959 durchgeführten Abstimmung endete für die Initianten mit einer Enttäuschung. Während im gesamten Kanton eine Zustimmung von lediglich 20,6 % resultierte, betrug sie in den jurassischen Bezirken 48,1 %, wodurch das RJ auch sein Minimalziel verfehlte. Nur in den nördlichen Bezirken Franches-Montagnes, Delémont und Porrentruy wurde sie angenommen, dort jedoch deutlich. Bemerkenswert war auch der deutliche Unterschied bezüglich der Stimmbeteiligung zwischen dem alten Kantonsteil und dem Jura.
Abstimmungsfrage: «Wünscht Ihr, dass im Jura eine Volksbefragung durchgeführt wird, die die Meinung der Jurassier hinsichtlich einer Separation des Jura von Bern sondiert?»

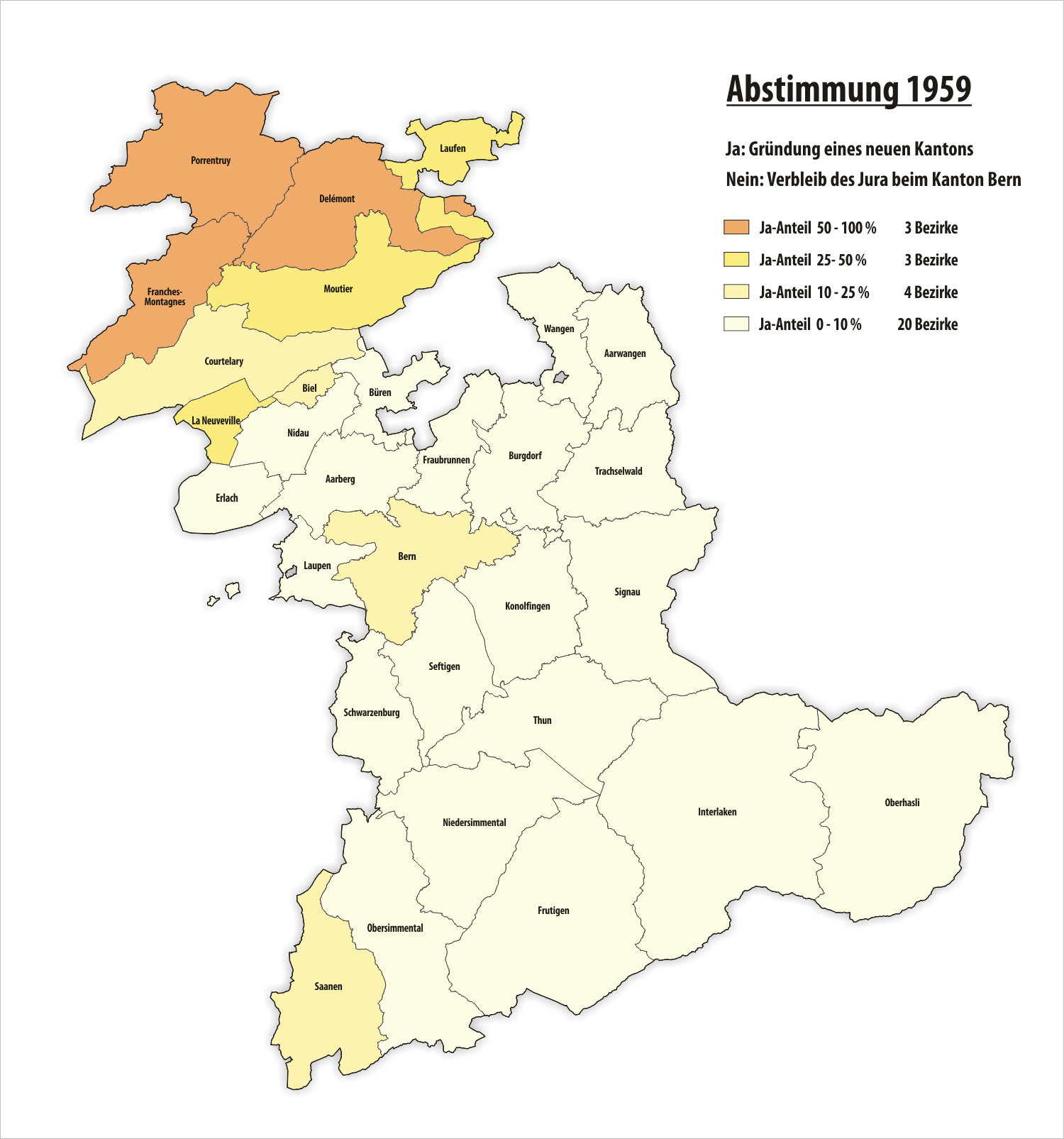
Bezirksergebnisse der Volksabstimmung 1959

| Jurassischer Kantonsteil                     | 15'159 | 48,1 % | 16'355 | 51,9 % | 0535 | 032'049 | 85,3 % | Nein |
| Alter Kantonsteil                            | .07971 | 11,1 % | 63'786 | 88,9 % | 0663 | 072'420 | 32,9 % | Nein |
| Gesamt                                       | 23'130 | 22,4 % | 80'141 | 77,6 % | 1198 | 104'469 | 41,2 % | Nein |
| Detailergebnisse im jurassischen Kantonsteil |        |        |        |        |      |         |        |      |
| Courtelary                                   | .01532 | 23,8 % | .04911 | 76,2 % | 0102 | .006445 | 85,5 % | Nein |
| Delémont                                     | .04131 | 71,9 % | .01614 | 28,1 % | 0108 | .005853 | 86,5 % | Ja   |
| Franches-Montagnes                           | .01794 | 76,0 % | .00568 | 24,0 % | 0037 | .002399 | 92,6 % | Ja   |
| La Neuveville                                | .00364 | 34,5 % | .00691 | 65,5 % | 0018 | .001073 | 81,4 % | Nein |
| Laufen                                       | .00533 | 26,9 % | .01450 | 73,1 % | 0044 | .002027 | 62,4 % | Nein |
| Moutier                                      | .02566 | 34,3 % | .04912 | 65,7 % | 0126 | .007604 | 88,7 % | Nein |
| Porrentruy                                   | .04239 | 65,7 % | .02209 | 34,3 % | 0100 | .006548 | 88,2 % | Ja   |
| Detailergebnisse im alten Kantonsteil        |        |        |        |        |      |         |        |      |
| Aarberg                                      | .00106 | 04,6 % | .02221 | 95,4 % | .009 | .002336 | 36,2 % | Nein |
| Aarwangen                                    | .00257 | 06,8 % | .03495 | 93,2 % | 0022 | .003774 | 36,2 % | Nein |
| Bern                                         | .02869 | 13,5 % | 18.314 | 86,5 % | 0203 | 021'386 | 33,3 % | Nein |
| Biel                                         | .01992 | 24,8 % | .06048 | 75,2 % | 0171 | .008211 | 47,9 % | Nein |
| Büren                                        | .00115 | 05,9 % | .01834 | 94,1 % | 0012 | .001961 | 39,4 % | Nein |
| Burgdorf                                     | .00391 | 09,6 % | .03668 | 90,4 % | 0026 | .004085 | 37,0 % | Nein |
| Erlach                                       | .00058 | 05,9 % | .00919 | 94,1 % | 0006 | .000983 | 39,7 % | Nein |
| Fraubrunnen                                  | .00136 | 06,4 % | .01990 | 93,6 % | 0026 | .002152 | 41,4 % | Nein |
| Frutigen                                     | .00061 | 07,4 % | .00765 | 92,6 % | 0004 | .000830 | 19,2 % | Nein |
| Interlaken                                   | .00254 | 09,1 % | .02541 | 90,9 % | 0028 | .002823 | 29,8 % | Nein |
| Konolfingen                                  | .00194 | 05,5 % | .03338 | 94,5 % | 0009 | .003541 | 33,4 % | Nein |
| Laupen                                       | .00053 | 04,7 % | .01065 | 95,3 % | 0006 | .001124 | 37,8 % | Nein |
| Nidau                                        | .00181 | 08,0 % | .02077 | 92,0 % | 0017 | .002275 | 36,9 % | Nein |
| Niedersimmental                              | .00122 | 09,1 % | .01215 | 90,9 % | 0013 | .001350 | 27,6 % | Nein |
| Oberhasli                                    | .00038 | 08,4 % | .00412 | 91,6 % | 0005 | .000455 | 20,6 % | Nein |
| Obersimmental                                | .00047 | 09,5 % | .00448 | 90,5 % | 0007 | .000502 | 21,6 % | Nein |
| Saanen                                       | .00036 | 10,1 % | .00321 | 89,9 % | 0005 | .000362 | 15,9 % | Nein |
| Schwarzenburg                                | .00031 | 05,4 % | .00543 | 94,6 % | 0005 | .000579 | 20,4 % | Nein |
| Seftigen                                     | .00161 | 07,9 % | .01866 | 92,1 % | 0009 | .002036 | 30,4 % | Nein |
| Signau                                       | .00071 | 03,8 % | .01776 | 96,2 % | 0005 | .001852 | 24,5 % | Nein |
| Thun                                         | .00522 | 10,0 % | .04713 | 90,0 % | 0037 | .005272 | 28,6 % | Nein |
| Trachselwald                                 | .00104 | 04,9 % | .02018 | 95,1 % | 0020 | .002142 | 29,3 % | Nein |
| Wangen                                       | .00163 | 07,0 % | .02173 | 93,0 % | 0017 | .002353 | 36,2 % | Nein |
| Militärangehörige                            | .00009 | 25,7 % | .00026 | 74,3 % | 0001 | .000036 | –      | Nein |
| Quelle: Staatsarchiv des Kantons Bern        |        |        |        |        |      |         |        |      |

## Zusatz zur Kantonsverfassung (1970)
Unter Vermittlung der vom Berner Regierungsrat eingesetzten «Kommission der 24» und anschliessend der «Kommission der guten Dienste» fanden ab 1967 Verhandlungen über ein Autonomiestatut für den Jura statt. Diese steckten aber angesichts der unverrückbaren Positionen des RJ, das die beiden Kommissionen nicht als neutral betrachtete, bald in einer Sackgasse. Unter diesen Umständen schien ein Autonomiestatut geringe Chancen auf Verwirklichung zu haben, weshalb der Grosse Rat am 9. September 1969 dem Antrag des Regierungsrats zustimmte, Volksabstimmungen in die Wege zu leiten, die eine mögliche Kantonstrennung ermöglichen würden. Das RJ war mit diesem Vorgehen zunächst nicht einverstanden, änderte aber Ende 1969 seine Meinung.
Der am 9. September 1969 vom Grossen Rat einstimmig verabschiedete Zusatz zur Kantonsverfassung legte das detaillierte Verfahren für kaskadierende Volksabstimmungen in den sieben jurassischen Bezirken fest. Diese würden die Gründung eines neuen Kantons und gegebenenfalls die genaue Ausdehnung seines Gebiets zum Gegenstand haben. Dabei hatte das Selbstbestimmungsrecht der Bezirke und Gemeinden ein höheres Gewicht als jenes der gesamten Region, was eine Teilung begünstigte. Als erstes sollte die Gesamtheit der sieben betroffenen Bezirke grundsätzlich gefragt werden, ob ein neuer Kanton gegründet werden soll. Im Falle eines mehrheitlichen Neins im gesamten Jura sollten die zustimmenden Bezirke mittels Volksinitiativen das Recht erhalten, erneut darüber abzustimmen, ob sie sich vom Kanton Bern trennen wollen. Sollte hingegen im gesamten Jura eine Ja-Mehrheit resultieren, hätten die ablehnenden Bezirke das Recht, mittels Volksinitiativen eine Abstimmung über den Verbleib beim Kanton Bern zu verlangen. Gemeinden an der zukünftigen Kantonsgrenze sollten in einer dritten Abstimmung darüber befinden, welchem der beiden Kantone sie angehören wollen. Die Volksabstimmung über den Verfassungszusatz fand am 1. März 1970 statt, wobei das Ergebnis mit 86,5 % Zustimmung eindeutig ausfiel.
Abstimmungsfrage: «Stimmt Ihr dem Zusatz über die neuen Verfassungsbestimmungen zum Jura zu?»
| Kantonsteil / Bezirk                         | Ja      | Ja     | Nein    | Nein   | leer / ungültig | Gesamt  | Beteiligung | Ergebnis |
| Kantonsteil / Bezirk                         | Stimmen | %      | Stimmen | %      | leer / ungültig | Gesamt  | Beteiligung | Ergebnis |
| -------------------------------------------- | ------- | ------ | ------- | ------ | --------------- | ------- | ----------- | -------- |
| Jurassischer Kantonsteil                     | 20'421  | 90,0 % | .02259  | 10,0 % | 193             | 022'873 | 59,5 %      | Ja       |
| Alter Kantonsteil                            | 69'937  | 85,5 % | 11'874  | 14,5 % | 617             | 082'428 | 34,4 %      | Ja       |
| Gesamt                                       | 90'358  | 86,5 % | 14'133  | 13,5 % | 810             | 105'301 | 37,8 %      | Ja       |
| Detailergebnisse im jurassischen Kantonsteil |         |        |         |        |                 |         |             |          |
| Courtelary                                   | .03681  | 89,1 % | .00452  | 10,9 % | 041             | .04174  | 56,2 %      | Ja       |
| Delémont                                     | .04110  | 89,9 % | .00460  | 10,1 % | 047             | .04617  | 62,9 %      | Ja       |
| Franches-Montagnes                           | .01579  | 91,1 % | .00154  | 08,9 % | 011             | .01744  | 69,0 %      | Ja       |
| La Neuveville                                | .00586  | 84,1 % | .00111  | 15,9 % | 006             | .00703  | 49,1 %      | Ja       |
| Laufen                                       | .01562  | 88,7 % | .00199  | 11,3 % | 008             | .01769  | 48,8 %      | Ja       |
| Moutier                                      | .04382  | 90,4 % | .00465  | 09,6 % | 033             | .04880  | 56,5 %      | Ja       |
| Porrentruy                                   | .04521  | 91,5 % | .00418  | 08,5 % | 047             | .04988  | 67,2 %      | Ja       |
| Detailergebnisse im alten Kantonsteil        |         |        |         |        |                 |         |             |          |
| Aarberg                                      | .02515  | 85,7 % | .00418  | 14,3 % | 025             | .02958  | 40,9 %      | Ja       |
| Aarwangen                                    | .03365  | 84,0 % | .00642  | 16,0 % | 023             | .04030  | 36,2 %      | Ja       |
| Bern                                         | 23'003  | 86,7 % | 03478   | 13,3 % | 244             | 26'725  | 37,6 %      | Ja       |
| Biel                                         | .04646  | 83,6 % | .00912  | 16,4 % | 048             | .05606  | 32,4 %      | Ja       |
| Büren                                        | .01549  | 79,3 % | .00405  | 20,7 % | 009             | .01963  | 34,4 %      | Ja       |
| Burgdorf                                     | .03519  | 84,0 % | .00671  | 16,0 % | 027             | .04217  | 35,4 %      | Ja       |
| Erlach                                       | .00927  | 85,0 % | .00163  | 15,0 % | 009             | .01099  | 43,1 %      | Ja       |
| Fraubrunnen                                  | .02317  | 84,8 % | .00415  | 15,2 % | 022             | .02754  | 39,4 %      | Ja       |
| Frutigen                                     | .01044  | 86,9 % | .00157  | 13,1 % | 009             | .01210  | 26,0 %      | Ja       |
| Interlaken                                   | .02474  | 85,0 % | .00437  | 15,0 % | 025             | .02936  | 29,7 %      | Ja       |
| Konolfingen                                  | .03619  | 86,6 % | .00558  | 13,4 % | 035             | .04212  | 33,8 %      | Ja       |
| Laupen                                       | .01149  | 87,8 % | .00160  | 12,2 % | 005             | .01314  | 37,9 %      | Ja       |
| Nidau                                        | .02379  | 83,1 % | .00485  | 16,9 % | 017             | .02881  | 33,3 %      | Ja       |
| Niedersimmental                              | .01499  | 88,0 % | .00204  | 12,0 % | 004             | .01707  | 31,4 %      | Ja       |
| Oberhasli                                    | .00584  | 88,4 % | .00077  | 11,6 % | 001             | .00662  | 28,8 %      | Ja       |
| Obersimmental                                | .00544  | 89,6 % | .00063  | 10,4 % | 006             | .00613  | 25,3 %      | Ja       |
| Saanen                                       | .00381  | 90,5 % | .00040  | 09,5 % | 000             | .00421  | 20,7 %      | Ja       |
| Schwarzenburg                                | .00676  | 83,5 % | .00134  | 16,5 % | 001             | .00811  | 29,0 %      | Ja       |
| Seftigen                                     | .02069  | 84,2 % | .00389  | 15,8 % | 021             | .02479  | 30,8 %      | Ja       |
| Signau                                       | .01670  | 84,0 % | .00319  | 16,0 % | 012             | .02001  | 26,3 %      | Ja       |
| Thun                                         | .05914  | 85,9 % | .00969  | 14,1 % | 044             | .06927  | 31,6 %      | Ja       |
| Trachselwald                                 | .02176  | 86,0 % | .00353  | 14,0 % | 012             | .02541  | 34,6 %      | Ja       |
| Wangen                                       | .01904  | 81,8 % | .00424  | 18,2 % | 018             | .02346  | 34,0 %      | Ja       |
| Militärangehörige                            | .00014  | 93,3 % | .00001  | 06,7 % | 000             | .00015  | –           | Ja       |
| Quelle: Staatsarchiv des Kantons Bern        |         |        |         |        |                 |         |             |          |

## Eigentliche Juraplebiszite

### Erstes Juraplebiszit (1974)

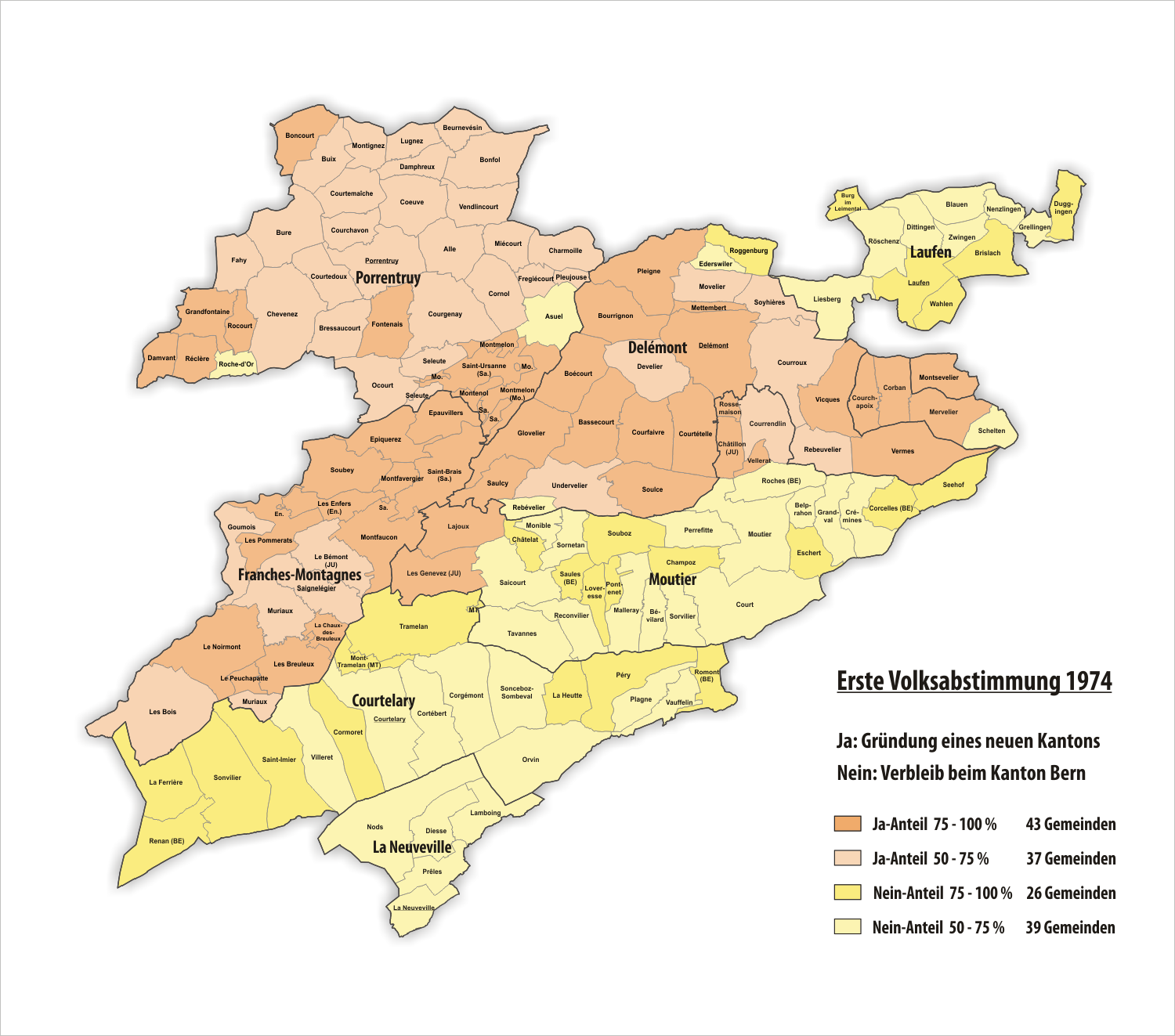
Gemeindeergebnisse des ersten Juraplebiszits 1974

Das erste Juraplebiszit, das die Schaffung eines neuen Kantons vorschlug, fand am 23. Juni 1974 statt. Auf die Frage, ob sie einen neuen Kanton bilden möchten, antworteten 51,9 % der Stimmberechtigten in den sieben jurassischen Bezirken mit Ja und 48,1 % mit Nein, bei einer Beteiligung von 90,0 %. Wie schon 1959 stimmten nur drei Bezirke im Norden zu, aber so deutlich, dass sie die vier übrigen überstimmten. Dazu trug insbesondere das vergleichsweise knappe Ergebnis im Bezirk Moutier bei. Insgesamt waren 80 Gemeinden dafür und 65 dagegen.
Abstimmungsfrage: «Wollt Ihr einen neuen Kanton bilden?»
| Bezirk                                | Ja      | Ja     | Nein    | Nein   | leer / ungültig | Gesamt | Beteiligung | Ergebnis |
| Bezirk                                | Stimmen | %      | Stimmen | %      | leer / ungültig | Gesamt | Beteiligung | Ergebnis |
| ------------------------------------- | ------- | ------ | ------- | ------ | --------------- | ------ | ----------- | -------- |
| Courtelary                            | .03123  | 23,3 % | 10'260  | 76,7 % | 288             | 13'671 | 90,0 %      | Nein     |
| Delémont                              | 11'070  | 79,0 % | .02948  | 21,0 % | 528             | 14'546 | 92,5 %      | Ja       |
| Franches-Montagnes                    | .03573  | 77,2 % | .01058  | 22,8 % | 086             | .04717 | 93,5 %      | Ja       |
| La Neuveville                         | .00931  | 34,4 % | .01776  | 65,6 % | 042             | .02749 | 86,5 %      | Nein     |
| Laufen                                | .01433  | 25,8 % | .04119  | 74,2 % | 056             | .05608 | 73,2 %      | Nein     |
| Moutier                               | .07069  | 43,1 % | .09330  | 56,9 % | 403             | 16'802 | 91,5 %      | Nein     |
| Porrentruy                            | .09603  | 67,8 % | .04566  | 32,2 % | 438             | 14'607 | 93,5 %      | Ja       |
| Gesamt                                | 36'802  | 51,9 % | 34'057  | 48,1 % | 1841            | 72'700 | 90,0 %      | Ja       |
| Quelle: Staatsarchiv des Kantons Bern |         |        |         |        |                 |        |             |          |

### Zweites Juraplebiszit (1975)

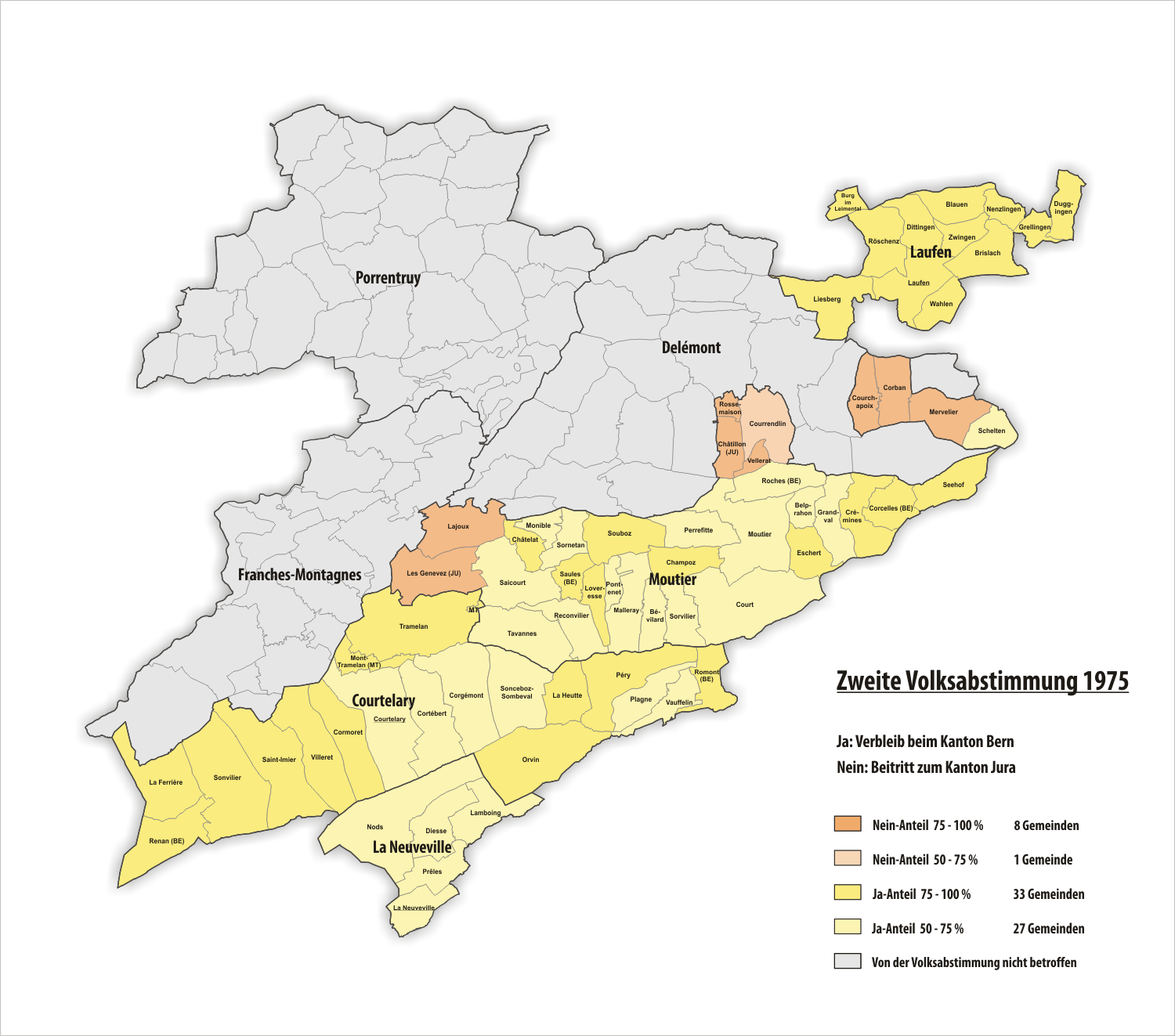
Gemeindeergebnisse des zweiten Juraplebiszits 1975

Die Separatisten hatten gehofft, dass die Berntreuen einwilligen würden, am Aufbau des neuen Kantons mitzuarbeiten. Doch schon am nächsten Tag leiteten die Antiseparatisten die Verfahren ein, um mittels Volksinitiativen ein zweites Plebiszit in den südlichen Bezirken mit Nein-Mehrheiten (Moutier, Courtelary und La Neuveville) zu organisieren. Gemäss dem Verfassungszusatz von 1970 waren in jedem dieser Bezirke jeweils die Unterschriften von einem Fünftel der Stimmberechtigten erforderlich. Bereits am 5. September 1974 brachte die Force démocratique die Initiativen zustande, wofür sie in den drei Bezirken insgesamt 16'067 Unterschriften gesammelt hatte (8005 im Bezirk Courtelary, 1399 im Bezirk La Neuveville und 6663 im Bezirk Moutier).
Der Grosse Rat wollte die Jurafrage so schnell wie möglich geklärt haben und setzte das zweite Plebiszit auf den 13. Dezember 1974 an. Das Bundesgericht gab am 1. November einer Beschwerde der Separatisten statt und erklärte den Beschluss für ungültig, da ein derart früher Termin keine sinnvolle Meinungsbildung erlaube. Nur 13 Tage später brachte die Force démocratique mit insgesamt 19'761 Unterschriften erneut drei Volksinitiativen zustande (9759 im Bezirk Courtelary, 1668 im Bezirk La Neuveville und 8334 im Bezirk Moutier). Daraufhin legte der Grosse Rat den 13. März 1975 als neuen Termin fest. Wie erwartet sprachen sich die drei Bezirke für den Verbleib beim Kanton Bern, mit ähnlich grossen Anteilen wie beim ersten Plebiszit.
Abstimmungsfrage: «Wollt Ihr weiterhin Teil des Kantons Bern bleiben?»
| Bezirk                                | Ja      | Ja     | Nein    | Nein   | leer/ ungültig | Gesamt | Beteiligung | Ergebnis |
| Bezirk                                | Stimmen | %      | Stimmen | %      | leer/ ungültig | Gesamt | Beteiligung | Ergebnis |
| ------------------------------------- | ------- | ------ | ------- | ------ | -------------- | ------ | ----------- | -------- |
| Courtelary                            | 10'802  | 76,8 % | 3268    | 23,2 % | 115            | 14'185 | 92,5 %      | Ja       |
| La Neuveville                         | .01927  | 65,9 % | 0997    | 34,1 % | 028            | .02952 | 91,4 %      | Ja       |
| Moutier                               | .09947  | 56,2 % | 7740    | 43,8 % | 113            | 17'800 | 96,0 %      | Ja       |
| Quelle: Staatsarchiv des Kantons Bern |         |        |         |        |                |        |             |          |

Dem Bezirk Laufen stand gemäss dem Verfassungszusatz von 1970 das Recht zu, den Anschluss an einen Nachbarkanton zu verlangen. Allerdings mussten die Stimmberechtigten zunächst darüber abstimmen, vorläufig beim Kanton Bern zu verbleiben, bevor das eigentliche Verfahren beginnen konnte. Diese Abstimmung fand am 14. September 1975 statt und ergab eine deutliche Zustimmung. Von hier an unterschieden sich die Ereignisse und Prozesse von jenen im übrigen Jura (siehe dazu Kantonswechsel des Laufentals).
Abstimmungsfrage: «Wollt Ihr, dass der Bezirk Laufen – unter Vorbehalt des Anschlusses an einen Nachbarkanton – weiterhin zum Kanton Bern gehört?»
| Bezirk                                | Ja      | Ja     | Nein    | Nein  | leer/ ungültig | Gesamt | Beteiligung | Ergebnis |
| Bezirk                                | Stimmen | %      | Stimmen | %     | leer/ ungültig | Gesamt | Beteiligung | Ergebnis |
| ------------------------------------- | ------- | ------ | ------- | ----- | -------------- | ------ | ----------- | -------- |
| Laufen                                | 4216    | 94,1 % | 264     | 5,9 % | 39             | 4519   | 57,6 %      | Ja       |
| Quelle: Staatsarchiv des Kantons Bern |         |        |         |       |                |        |             |          |

### Drittes Juraplebiszit (1975)

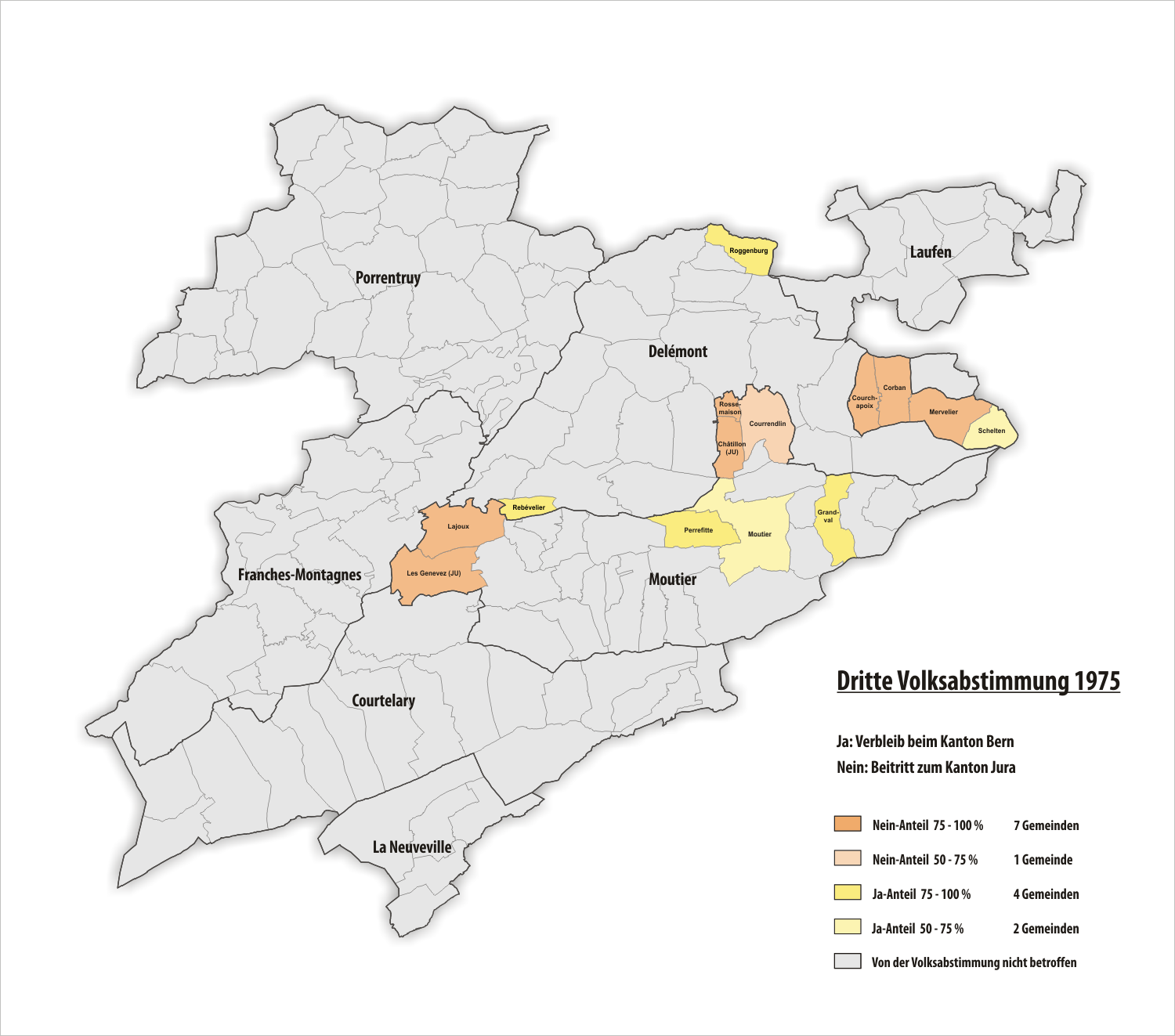
Gemeindeergebnisse des dritten Juraplebiszits 1975

Der Verfassungszusatz sah abschliessend eine dritte Runde von Volksabstimmungen auf kommunaler Ebene vor. Verlangt werden konnten diese mittels Volksinitiativen, und zwar jeweils innerhalb zweier Monate von einem Fünftel der Stimmberechtigten einer Gemeinde. Diese Möglichkeit bestand jedoch nur für Gemeinden, die an der vorläufigen Kantonsgrenze lagen, die durch das zweite Juraplebiszit definiert worden war. Auf diese Weise sollte die geographische Einheit des zukünftigen Kantons garantiert werden. Dementsprechend waren ausschliesslich Gemeinden im Grenzbereich der Bezirke Delémont und Moutier berechtigt, Volksinitiativen zu ergreifen.
Die Abstimmungen fanden am 7. und 14. September sowie am 19. Oktober 1975 statt. Im Bezirk Moutier sprachen sich die Gemeinden Châtillon, Corban, Courchapoix, Courrendlin, Mervelier und Rossemaison für den Wechsel zum Bezirk Delémont und somit zum Kanton Jura aus, während Lajoux und Les Genevez zum Bezirk Franches-Montagnes wechselten. Hingegen verblieben Grandval, Moutier und Perrefitte beim Bezirk Moutier und somit beim Kanton Bern. Im Bezirk Delémont entschieden sich Rebévelier und Schelten für einen Wechsel zum Bezirk Moutier und somit für einen Verbleib beim Kanton Bern, Roggenburg wechselte zum Bezirk Laufen. Alle Gebietsänderungen traten am 1. Januar 1976 in Kraft.
Abstimmungsfrage: «Wollt Ihr weiterhin Teil des Kantons Bern bleiben?»
| Gemeinde                                 | Datum         | Ja      | Ja     | Nein    | Nein   | leer / ungültig | Gesamt | Beteiligung | Ergebnis |
| Gemeinde                                 | Datum         | Stimmen | %      | Stimmen | %      | leer / ungültig | Gesamt | Beteiligung | Ergebnis |
| ---------------------------------------- | ------------- | ------- | ------ | ------- | ------ | --------------- | ------ | ----------- | -------- |
| Châtillon                                | 07. September | 0016    | 09,8 % | 0148    | 90,2 % | 03              | 0167   | 89,3 %      | Nein     |
| Corban                                   | 07. September | 0006    | 02,9 % | 0199    | 97,1 % | 01              | 0206   | 83,1 %      | Nein     |
| Courchapoix                              | 07. September | 0000    | 00,0 % | 0179    | 100 %  | 03              | 0182   | 85,0 %      | Nein     |
| Courrendlin                              | 07. September | 0563    | 39,0 % | 0881    | 61,0 % | 04              | 1448   | 96,7 %      | Nein     |
| Grandval                                 | 07. September | 0151    | 99,3 % | 0001    | 00,7 % | 0               | 0152   | 61,0 %      | Ja       |
| Lajoux                                   | 14. September | 0011    | 04,2 % | 0251    | 95,8 % | 02              | 0264   | 74,8 %      | Nein     |
| Les Genevez                              | 07. September | 0006    | 02,6 % | 0223    | 97,4 % | 02              | 0231   | 73,1 %      | Nein     |
| Mervelier                                | 14. September | 0019    | 07,3 % | 0243    | 92,7 % | 02              | 0264   | 81,0 %      | Nein     |
| Moutier                                  | 07. September | 2540    | 54,1 % | 2151    | 45,9 % | 34              | 4725   | 95,1 %      | Ja       |
| Perrefitte                               | 07. September | 0167    | 99,4 % | 0001    | 00,6 % | 02              | 0170   | 58,2 %      | Ja       |
| Rebévelier                               | 07. September | 0019    | 82,6 % | 0004    | 17,4 % | 0               | 0023   | 88,5 %      | Ja       |
| Roggenburg                               | 19. Oktober   | 0097    | 90,7 % | 0010    | 09,3 % | 0               | 0107   | 75,4 %      | Ja       |
| Rossemaison                              | 07. September | 0006    | 03,3 % | 0177    | 96,7 % | 01              | 0184   | 78,6 %      | Nein     |
| Schelten                                 | 14. September | 0020    | 74,1 % | 0007    | 25,9 % | 02              | 0029   | 93,5 %      | Ja       |
| Inoffizielle Abstimmung ohne Rechtskraft |               |         |        |         |        |                 |        |             |          |
| Ederswiler                               | 26. Oktober   | 0078    | 89,7 % | 0009    | 10,3 % | 02              | 0087   | 88,9 %      | Ja       |
| Vellerat                                 | 14. September | 0000    | 00,0 % | 0029    | 100 %  | 01              | 0029   | 70,7 %      | Nein     |
| Quelle: Staatsarchiv des Kantons Bern    |               |         |        |         |        |                 |        |             |          |

Aufgrund der festgelegten Bedingungen blieb zwei Gemeinden eine dritte Abstimmung verwehrt, obwohl sie mit deutlicher Mehrheit einen Kantonswechsel gewünscht hatten. Ederswiler grenzte seinerzeit nicht an einen bei Bern verbliebenen Bezirk, da die massgebliche Grenzlage erst mit dem dritten Juraplebiszit und dem Wechsel von Roggenburg entstanden war. Gleich verhielt es sich im Falle von Vellerat, das erst durch den Wechsel von Châtillon und Courrendlin zur Grenzgemeinde wurde. Um ihren Willen kundzutun, führten beide Gemeinden inoffizielle Abstimmungen ohne Rechtskraft durch: Vellerat am 14. September und Ederswiler am 26. Oktober.

## Jurassische Kantonsverfassung (1977)
Am 21. März 1976 wählten die Stimmberechtigten der drei nordjurassischen Bezirke Delémont, Franches-Montagnes und Porrentruy eine 50-köpfige verfassunggebende Versammlung. Diese stellte am 3. Februar 1977 die zukünftige Verfassung der Republik und des Kantons Jura vor. In den drei Bezirken fand daraufhin am 20. März 1977 eine Volksabstimmung statt, bei der die Verfassung mit einem Ja-Anteil von 82,5 % angenommen wurde. Ebenso erteilten sie der verfassunggebenden Versammlung den Auftrag, die kantonale Gesetzgebung zu schaffen (sofern die vom Kanton Bern übernommenen Gesetze der Verfassung widersprachen) und die Interessen des entstehenden Kantons zu wahren.
| Bezirk                                | Ja      | Ja     | Nein    | Nein   | leer / ungültig | Gesamt | Beteiligung | Ergebnis |
| Bezirk                                | Stimmen | %      | Stimmen | %      | leer / ungültig | Gesamt | Beteiligung | Ergebnis |
| ------------------------------------- | ------- | ------ | ------- | ------ | --------------- | ------ | ----------- | -------- |
| Delémont                              | 13'184  | 87,9 % | 1822    | 12,1 % | 331             | 15'337 | 78,1 %      | Ja       |
| Franches-Montagnes                    | .04103  | 86,7 % | 0629    | 13,3 % | 154             | .04886 | 81,0 %      | Ja       |
| Porrentruy                            | .09775  | 74,8 % | 3298    | 25,2 % | 329             | 13'402 | 81,2 %      | Ja       |
| Gesamt                                | 27'062  | 82,5 % | 5749    | 17,5 % | 814             | 33'625 | 79,7 %      | Ja       |
| Quelle: Staatsarchiv des Kantons Bern |         |        |         |        |                 |        |             |          |

| Bezirk                                | Ja      | Ja     | Nein    | Nein   | leer / ungültig | Gesamt | Beteiligung | Ergebnis |
| Bezirk                                | Stimmen | %      | Stimmen | %      | leer / ungültig | Gesamt | Beteiligung | Ergebnis |
| ------------------------------------- | ------- | ------ | ------- | ------ | --------------- | ------ | ----------- | -------- |
| Delémont                              | 13'122  | 87,4 % | 1888    | 12,6 % | 327             | 15'337 | 78,1 %      | Ja       |
| Franches-Montagnes                    | .04080  | 86,1 % | 0657    | 13,9 % | 149             | .04886 | 81,0 %      | Ja       |
| Porrentruy                            | .09739  | 74,5 % | 3335    | 25,5 % | 328             | 13'402 | 81,2 %      | Ja       |
| Gesamt                                | 26'941  | 82,1 % | 5880    | 17,9 % | 804             | 33'625 | 79,7 %      | Ja       |
| Quelle: Staatsarchiv des Kantons Bern |         |        |         |        |                 |        |             |          |

## Änderung der Berner Kantonsverfassung (1976/78)
Nachdem die zukünftige Kantonsgrenze feststand, benötigte der Kanton Bern nach Ansicht von Regierungsrat und Grossem Rat eine Reorganisation für die Zeit nach der Trennung, wofür eine Verfassungsänderung notwendig war. Für kantonale Angelegenheiten, die ausschliesslich die Zeit nach der Abtrennung der nordjurassischen Amtsbezirke betreffen, sollte nur stimmberechtigt sein, wer im Gebiet wohnhaft ist, das nach der Trennung beim Kanton Bern verbleibt. Ebenso sollten die Grossratsabgeordneten der drei nordjurassischen Amtsbezirke nicht mehr über Angelegenheiten beraten und beschliessen dürfen, die ausschliesslich die Zeit nach der Trennung betreffen. 76,2 % der Abstimmenden nahmen die Vorlage an, wobei in den drei Amtsbezirken Delémont, Franches-Montagnes und Porrentruy deutliche Nein-Mehrheiten resultierten.
Die Annahme dieser grundlegenden Bestimmungen ermöglichte weitere Anpassungen für die Zeit nach der Trennung. Der «Rat der 187» (das heisst der Grosse Rat ohne die 13 Abgeordneten der nordjurassischen Bezirke) beschloss mehrere Änderungen. Er verankerte in erster Linie die Mitwirkungsrechte des Berner Jura sowie des Laufentals, die sie besonders betrafen. Der um fast die Hälfte geschrumpften französischsprachigen Minderheit stand künftig noch ein Regierungsratssitz zu (anstatt wie bisher zwei). Die im April 1978 neu zu wählenden Grossräte und Regierungsräte sollten ungeachtet der Abtrennung des Nordjura ihre bis 1982 dauernde Legislaturperiode beenden, wobei der Grosse Rat nach dem Trennungsdatum um die Mitglieder der abgetrennten Amtsbezirke reduziert würde. Ein Verfassungsartikel bestimmte, «den spezifischen Bedürfnissen des Berner Jura und, soweit Sprache und Kultur angehend, der französischsprachigen Bevölkerung des zweisprachigen Amtsbezirks Biel einerseits sowie des Laufentals andererseits» Rechnung zu tragen. Aus diesem Grund sollte die Bevölkerung dieser Gebiete besondere Antrags- und Anhörungsrechte in den sie betreffenden Angelegenheiten erhalten. Ein weiterer Artikel gab den Grossräten der französischsprachigen Minderheit und des Laufentals zudem das Recht, im Grossen Rat eine zweite Abstimmung zu verlangen, wenn sie in einer sie betreffenden Angelegenheit mehrheitlich anders abgestimmt haben als die Ratsmitglieder aus dem restlichen Kanton.
Etwas mehr als vier Fünftel der Abstimmenden nahmen am 26. Februar 1978 die geänderte Verfassung an. Allerdings fehlten zunächst die Ergebnisse aus Moutier, nachdem die Béliers während der Nacht fünf Abstimmungsurnen gestohlen hatten. Sie protestierten damit gegen die Streichung des Begriffes «jurasisches Volk» aus der Verfassung. Die Abstimmung musste dort eine Woche später wiederholt werden, was jedoch keine Auswirkungen auf das Gesamtergebnis hatte.
| Bezirk                                | Ja      | Ja     | Nein    | Nein   | leer / ungültig | Gesamt  | Betei- ligung | Ergebnis |
| Bezirk                                | Stimmen | %      | Stimmen | %      | leer / ungültig | Gesamt  | Betei- ligung | Ergebnis |
| ------------------------------------- | ------- | ------ | ------- | ------ | --------------- | ------- | ------------- | -------- |
| Aarberg                               | .005532 | 77,2 % | .01634  | 22,8 % | .00245          | .007411 | 45,7 %        | Ja       |
| Aarwangen                             | .006749 | 72,6 % | .02549  | 27,4 % | .00493          | .009746 | 40,0 %        | Ja       |
| Bern                                  | 064'228 | xx,x % | .09852  | xx,x % | .02784          | 076'864 | 46,2 %        | Ja       |
| Biel                                  | 010'969 | 78,3 % | .02436  | 21,7 % | .00687          | 014'092 | 38,8 %        | Ja       |
| Büren                                 | .003568 | 75,7 % | .01143  | 24,3 % | .04943          | .004711 | 40,1 %        | Ja       |
| Burgdorf                              | .009212 | 73,2 % | .03272  | 26,8 % | .00590          | 013'074 | 49,6 %        | Ja       |
| Courtelary                            | .005695 | 76,8 % | .01722  | 23,2 % | .00366          | .007783 | 52,0 %        | Ja       |
| Delémont                              | .003155 | 37,6 % | .05235  | 62,4 % | .02094          | 010'484 | 56,2 %        | Nein     |
| Erlach                                | .001669 | 76,6 % | .00509  | 23,4 % | .00090          | .002268 | 41,1 %        | Ja       |
| Fr.-Montagnes                         | .000718 | 33,7 % | .01413  | 66,3 % | .00639          | .002770 | 48,6 %        | Nein     |
| Fraubrunnen                           | .005462 | 77,4 % | .01598  | 22,6 % | .00301          | .007361 | 41,8 %        | Ja       |
| Frutigen                              | .002261 | 63,7 % | .01287  | 36,3 % | .00178          | .003726 | 37,1 %        | Ja       |
| Interlaken                            | .006810 | 73,7 % | .02431  | 26,3 % | .00521          | .009762 | 44,3 %        | Ja       |
| Konolfingen                           | .009879 | 45,0 % | .02730  | 55,0 % | .00508          | 013'117 | xx,x %        | Ja       |
| La Neuveville                         | .001324 | 72,2 % | .00511  | 27,8 % | .00132          | .001967 | 60,8 %        | Ja       |
| Laufen                                | .002400 | 74,7 % | .00812  | 25,3 % | .00166          | .003378 | 41,9 %        | Ja       |
| Laupen                                | .002597 | 77,2 % | .00769  | 22,8 % | .00151          | .003517 | 45,8 %        | Ja       |
| Moutier                               | .007986 | 67,3 % | .03884  | 32,7 % | .00490          | 012'360 | 82,0 %        | Ja       |
| Nidau                                 | .007098 | 80,4 % | .01732  | 19,6 % | .00380          | .009210 | 42,4 %        | Ja       |
| Niedersimmental                       | .003366 | 77,6 % | .00973  | 22,4 % | .00150          | .004489 | 37,3 %        | Ja       |
| Oberhasli                             | .001182 | 74,0 % | .0415   | 26,0 % | .00056          | .001653 | 33,2 %        | Ja       |
| Obersimmental                         | .000911 | 72,0 % | .00354  | 28,0 % | .00060          | .001325 | 26,2 %        | Ja       |
| Porrentruy                            | .002042 | 38,6 % | .03255  | 61,4 % | .00969          | .006266 | 39,8 %        | Nein     |
| Saanen                                | .000910 | 75,8 % | .00290  | 24,2 % | .00077          | .001277 | 28,5 %        | Ja       |
| Schwarzenburg                         | .001113 | 72,3 % | .00426  | 27,7 % | .00072          | .001611 | 28,4 %        | Ja       |
| Seftigen                              | .005659 | 74,5 % | .01937  | 25,5 % | .00321          | .007917 | 42,6 %        | Ja       |
| Signau                                | .003700 | 71,1 % | .01502  | 28,9 % | .00175          | .005377 | 35,6 %        | Ja       |
| Thun                                  | 016'287 | 78,0 % | .04591  | 22,0 % | .00857          | 021'735 | 42,3 %        | Ja       |
| Trachselwald                          | .003822 | 71,2 % | .01548  | 28,8 % | .00179          | .005549 | 36,8 %        | Ja       |
| Wangen                                | .004295 | 70,1 % | .01832  | 29,9 % | .00227          | .006354 | 43,3 %        | Ja       |
| Militärangehörige                     | .00001  | 100 %  | .0000–  | 00,0 % | 001             | .0000–  | –             | Ja       |
| Gesamt                                | 200'600 | 76,2 % | 62'597  | 23,8 % | 14'190          | 277'387 | 44,4 %        | Ja       |
| Quelle: Staatsarchiv des Kantons Bern |         |        |         |        |                 |         |               |          |

| Bezirk                                | Ja                        | Ja                        | Nein                      | Nein                      | leer / ungültig           | Gesamt                    | Betei- ligung             | Ergebnis                  |
| Bezirk                                | Stimmen                   | %                         | Stimmen                   | %                         | leer / ungültig           | Gesamt                    | Betei- ligung             | Ergebnis                  |
| ------------------------------------- | ------------------------- | ------------------------- | ------------------------- | ------------------------- | ------------------------- | ------------------------- | ------------------------- | ------------------------- |
| Aarberg                               | .006247                   | 83,0 %                    | .01281                    | 17,0 %                    | .00209                    | .007737                   | 46,7 %                    | Ja                        |
| Aarwangen                             | .009072                   | 76,4 %                    | .02802                    | 23,6 %                    | .00427                    | 012'728                   | 50,2 %                    | Ja                        |
| Bern                                  | 065'251                   | 86,8 %                    | .09903                    | 13,2 %                    | .02639                    | 077'793                   | 46,1 %                    | Ja                        |
| Biel                                  | 012'683                   | 81,5 %                    | .02877                    | 18,5 %                    | .00640                    | 016'200                   | 44,7 %                    | Ja                        |
| Büren                                 | .004263                   | 77,7 %                    | .01223                    | 22,3 %                    | .00194                    | .005680                   | 45,9 %                    | Ja                        |
| Burgdorf                              | .009834                   | 78,4 %                    | .02703                    | 21,6 %                    | .00458                    | 012'995                   | 48,7 %                    | Ja                        |
| Courtelary                            | .006733                   | 78,4 %                    | .01858                    | 21,6 %                    | .00148                    | .008739                   | 58,3 %                    | Ja                        |
| Delémont                              | nicht teilnahmeberechtigt | nicht teilnahmeberechtigt | nicht teilnahmeberechtigt | nicht teilnahmeberechtigt | nicht teilnahmeberechtigt | nicht teilnahmeberechtigt | nicht teilnahmeberechtigt | nicht teilnahmeberechtigt |
| Erlach                                | .002008                   | 81,5 %                    | .00456                    | 18,5 %                    | .00074                    | .002538                   | 45,5 %                    | Ja                        |
| Fr.-Montagnes                         | nicht teilnahmeberechtigt | nicht teilnahmeberechtigt | nicht teilnahmeberechtigt | nicht teilnahmeberechtigt | nicht teilnahmeberechtigt | nicht teilnahmeberechtigt | nicht teilnahmeberechtigt | nicht teilnahmeberechtigt |
| Fraubrunnen                           | .006816                   | 81,6 %                    | .01533                    | 18,4 %                    | .00265                    | .008614                   | 47,3 %                    | Ja                        |
| Frutigen                              | .002525                   | 70,0 %                    | .01084                    | 30,0 %                    | .00165                    | .003774                   | 36,9 %                    | Ja                        |
| Interlaken                            | .007298                   | 79,5 %                    | .01877                    | 20,5 %                    | .00365                    | .009540                   | 42,7 %                    | Ja                        |
| Konolfingen                           | 010'370                   | 82,2 %                    | .02242                    | 17,8 %                    | .00336                    | 012'948                   | 43,6 %                    | Ja                        |
| La Neuveville                         | .001201                   | 72,6 %                    | .00454                    | 27,4 %                    | .00042                    | .001697                   | 52,9 %                    | Ja                        |
| Laufen                                | .002655                   | 79,9 %                    | .00668                    | 20,1 %                    | .00094                    | .003417                   | 42,0 %                    | Ja                        |
| Laupen                                | .002884                   | 81,8 %                    | .0641                     | 18,2 %                    | .00119                    | .003644                   | 46,8 %                    | Ja                        |
| Moutier                               | .007306                   | 67,9 %                    | .03448                    | 32,1 %                    | .00155                    | 010'909                   | 72,5 %                    | Ja                        |
| Nidau                                 | .007676                   | 82,8 %                    | .01598                    | 17,2 %                    | .00321                    | .009595                   | 43,5 %                    | Ja                        |
| Niedersimmental                       | .004405                   | 78,7 %                    | .01189                    | 21,3 %                    | .00173                    | .005767                   | 47,6 %                    | Ja                        |
| Oberhasli                             | .001428                   | 77,7 %                    | .00409                    | 22,3 %                    | .00088                    | .001925                   | 38,0 %                    | Ja                        |
| Obersimmental                         | .001508                   | 77,5 %                    | .00438                    | 22,5 %                    | .00097                    | .002043                   | 39,6 %                    | Ja                        |
| Porrentruy                            | nicht teilnahmeberechtigt | nicht teilnahmeberechtigt | nicht teilnahmeberechtigt | nicht teilnahmeberechtigt | nicht teilnahmeberechtigt | nicht teilnahmeberechtigt | nicht teilnahmeberechtigt | nicht teilnahmeberechtigt |
| Saanen                                | .001103                   | 77,7 %                    | .00317                    | 22,3 %                    | .00078                    | .001498                   | 32,8 %                    | Ja                        |
| Schwarzenburg                         | .001455                   | 73,7 %                    | .00520                    | 26,3 %                    | .00073                    | .002048                   | 35,8 %                    | Ja                        |
| Seftigen                              | .006577                   | 80,1 %                    | .01639                    | 19,9 %                    | .00302                    | .008518                   | 45,1 %                    | Ja                        |
| Signau                                | .004056                   | 74,7 %                    | .01376                    | 25,3 %                    | .00186                    | .005618                   | 36,8 %                    | Ja                        |
| Thun                                  | 018'884                   | 79,0 %                    | .05016                    | 21,0 %                    | .00856                    | 024'756                   | 47,6 %                    | Ja                        |
| Trachselwald                          | .004662                   | 75,2 %                    | .01540                    | 24,8 %                    | .00163                    | .006365                   | 42,1 %                    | Ja                        |
| Wangen                                | .005271                   | 75,5 %                    | .01711                    | 24,5 %                    | .00200                    | .007182                   | 48,5 %                    | Ja                        |
| Militärangehörige                     | .00007                    | xx,x %                    | .000–                     | 100 %                     | .0000–                    | .00007                    | –                         | Ja                        |
| Gesamt                                | 214'178                   | 80,8 %                    | 50'803                    | 19,2 %                    | .08867                    | 273'848                   | 46,3 %                    | Ja                        |
| Quelle: Staatsarchiv des Kantons Bern |                           |                           |                           |                           |                           |                           |                           |                           |

## Anerkennung des Kantons Jura (1978)
Die Aufnahme eines neuen Kantons in die Eidgenossenschaft erforderte die Änderung von Artikel 1 der Bundesverfassung, der die Anzahl und die Auflistung der Kantone enthält. Damit verbunden war in Artikel 80 auch die Erhöhung der Anzahl Ständeräte von 44 auf 46. Acht Monate nachdem die Stimmberechtigten des zukünftigen Kantons die jurassische Kantonsverfassung angenommen hatten, präsentierte der Bundesrat am 16. November 1978 einen Bundesbeschluss über die Änderung der Bundesverfassung. Der Nationalrat stimmte diesem am 9. März 1978 mit 135 zu 8 Stimmen zu, der Ständerat mit 37 zu 0 Stimmen. Dem obligatorischen Referendum ging eine gross angelegte Kampagne der Befürworter voraus, an der sich praktisch die gesamte politische Elite des Landes beteiligte; Widerstand gab es nur von den kleinen Rechtsaussenparteien. Hauptsächliches Argument für die Gründung eines neuen Kantons war die Auffassung, dass die Jurassier ein Recht auf Selbstbestimmung hätten. Die wenigen Gegner verurteilten die Methoden des Rassemblement jurassien und bemängelten die teilweise unkonventionelle Kantonsverfassung. Die eidgenössische Volksabstimmung fand am 24. September 1978 statt. 82,3 % der Abstimmenden und sämtliche Kantone stimmten der Gründung des 23. Kantons zu, die geringste Unterstützung resultierte erwartungsgemäss im Kanton Bern mit 69,6 %. Am 1. Januar 1979 erlangte der Kanton Jura seine volle Souveränität.
| Vorlage               | Frage | Stimm- berechtigte | Abgegebene Stimmen | Beteiligung | Gültige Stimmen | Ja        | Nein    | Ja-Anteil | Nein-Anteil | Stände | Ergebnis |
| --------------------- | --- | ------------------ | ------------------ | ----------- | --------------- | --------- | ------- | --------- | ----------- | ------ | -------- |
| 288                   | Wollen Sie den Bundesbeschluss vom 9. März 1978 über die Änderung der Bundesverfassung betreffend die Schaffung eines Kantons Jura annehmen? | 3'848'961          | 1'618'463          | 42,0 %      | 1'591'714       | 1'309'841 | 281'873 | 82,29 %   | 17,71 %     | 22:0   | Ja       |
| Quelle: Bundeskanzlei | |                    |                    |             |                 |           |         |           |             |        |          |

| Kanton                     | Ja        | Ja-Anteil | Nein    | Nein-Anteil | Beteiligung |
| -------------------------- | --------- | --------- | ------- | ----------- | ----------- |
| Aargau                     | .0079'475 | 80,2 %    | 019'566 | 19,8 %      | 38,0 %      |
| Appenzell Ausserrhoden (½) | .0009'442 | 73,1 %    | 003'480 | 26,9 %      | 44,1 %      |
| Appenzell Innerrhoden (½)  | .0002'551 | 87,0 %    | .000380 | 13,0 %      | 36,5 %      |
| Basel-Landschaft (½)       | .0050'942 | 85,0 %    | 009'025 | 15,0 %      | 46,1 %      |
| Basel-Stadt (½)            | .0042'697 | 86,0 %    | 006'976 | 14,0 %      | 35,7 %      |
| Bern                       | .0187'581 | 69,6 %    | 082'050 | 30,4 %      | 43,4 %      |
| Freiburg                   | .0038'648 | 90,1 %    | 004'228 | 09,9 %      | 38,1 %      |
| Genf                       | .0060'681 | 91,2 %    | 005'576 | 08,8 %      | 37,3 %      |
| Glarus                     | .0006'488 | 80,6 %    | 001'557 | 19,4 %      | 35,7 %      |
| Graubünden                 | .0028'811 | 82,9 %    | 005'941 | 17,1 %      | 35,8 %      |
| Luzern                     | .0065'451 | 88,5 %    | 008'501 | 11,5 %      | 41,5 %      |
| Neuenburg                  | .0035'098 | 84,7 %    | 006'343 | 15,3 %      | 43,3 %      |
| Nidwalden (½)              | .0006'446 | 86,5 %    | 001'005 | 13,5 %      | 42,3 %      |
| Obwalden (½)               | .0005'038 | 89,3 %    | .000603 | 10,7 %      | 36,3 %      |
| Schaffhausen               | .0022'951 | 79,2 %    | 006'024 | 20,8 %      | 71,7 %      |
| Schwyz                     | .0019'897 | 85,9 %    | 003'279 | 14,1 %      | 41,0 %      |
| Solothurn                  | .0049'930 | 80,1 %    | 012'378 | 19,9 %      | 46,8 %      |
| St. Gallen                 | .0074'632 | 83,0 %    | 015'300 | 17,0 %      | 39,8 %      |
| Tessin                     | .0050'956 | 95,1 %    | 002'651 | 04,9 %      | 36,8 %      |
| Thurgau                    | .0041'059 | 81,1 %    | 009'551 | 18,9 %      | 49,0 %      |
| Uri                        | .0008'023 | 85,4 %    | 001'367 | 14,6 %      | 45,2 %      |
| Waadt                      | .0094'660 | 88,6 %    | 012'174 | 11,4 %      | 35,2 %      |
| Wallis                     | .0041'254 | 91,9 %    | 003'643 | 08,1 %      | 34,3 %      |
| Zug                        | .0019'270 | 87,1 %    | 002'863 | 12,9 %      | 51,8 %      |
| Zürich                     | .0267'680 | 82,4 %    | 057'112 | 17,6 %      | 48,0 %      |
| Schweiz                    | 1'309'841 | 82,3 %    | 281'873 | 17,7 %      | 42,1 %      |

## Kantonswechsel von Vellerat (1994)
Das «Abkommen über die Institutionalisierung des interjurassischen Dialogs», das am 25. März 1994 von Bundesrat Arnold Koller, dem Berner Regierungsrat Hermann Fehr und dem jurassischen Minister Jean-Pierre Beuret unterzeichnet worden war, räumte unter anderem der Gemeinde Vellerat das Recht ein, über ihre Kantonszugehörigkeit abzustimmen. Der Berner Regierungsrat präsentierte am 30. Juni 1994 das «Vellerat-Gesetz», das der Grosse Rat am 7. November verabschiedete. Am 12. März 1995 nahmen es die Berner Stimmberechtigten mit einem Ja-Anteil von 84,3 % an (Vellerat selbst ohne Gegenstimme). Die Jurassier erteilten am 25. Juni ihre Zustimmung zum Beitritt mit einem Ja-Anteil von 91,9 %. Die Bundesversammlung war der Ansicht, dass eine eidgenössische Volksabstimmung über den unumstrittenen Kantonswechsel einer Gemeinde mit etwas mehr als 70 Einwohnern ein demokratischer Leerlauf sei. Allerdings war die damalige Rechtslage eindeutig: Der Kantonswechsel einzelner Gemeinden stellte keine einfache Grenzbereinigung dar, sondern eine Gebietsabtretung zwischen Kantonen, die an die Zustimmung von Volk und Ständen gebunden war. Der Nationalrat erteilte am 21. Dezember 1995 seine Zustimmung zum entsprechenden Bundesbeschluss mit 160 zu 5 Stimmen, der Ständerat mit 42 zu 0 Stimmen.
Am 10. März 1996 fand daher ein obligatorisches Referendum statt. Die Vorlage stiess allgemein auf sehr geringes Interesse, auch wenn in den Medien ausführliche Reportagen über Vellerat erschienen. Keine einzige Partei sprach sich für eine Ablehnung aus. 91,6 % der Abstimmenden und alle Kantone nahmen die Vorlage an, in Vellerat selbst lautete das Ergebnis 42:0. Der Übertritt erfolgte am 1. Juli 1996. Seit der Totalrevision der Schweizer Bundesverfassung 1999 unterliegen Gebietsabtretungen zwischen Kantonen nur noch dem fakultativen Referendum.
| Vorlage               | Frage | Stimm- berechtigte | Abgegebene Stimmen | Beteiligung | Gültige Stimmen | Ja        | Nein    | Ja-Anteil | Nein-Anteil | Stände | Ergebnis |
| --------------------- | --- | ------------------ | ------------------ | ----------- | --------------- | --------- | ------- | --------- | ----------- | ------ | -------- |
| 426                   | Wollen Sie den Bundesbeschluss vom 21. Dezember 1995 über den Übertritt der bernischen Gemeinde Vellerat zum Kanton Jura annehmen? | 4'599'317          | 1'425'539          | 31,0 %      | 1'364'833       | 1'250'728 | 114'105 | 91,6 %    | 8,4 %       | 23:0   | Ja       |
| Quelle: Bundeskanzlei | |                    |                    |             |                 |           |         |           |             |        |          |

| Kanton                     | Ja        | Ja-Anteil | Nein    | Nein-Anteil | Beteiligung |
| -------------------------- | --------- | --------- | ------- | ----------- | ----------- |
| Aargau                     | .0098'224 | 89,6 %    | 011'449 | 10,4 %      | 33,5 %      |
| Appenzell Ausserrhoden (½) | .0010'474 | 90,1 %    | 001'151 | 09,9 %      | 34,0 %      |
| Appenzell Innerrhoden (½)  | .0002'245 | 90,8 %    | .000227 | 09,2 %      | 25,9 %      |
| Basel-Landschaft (½)       | .0045'190 | 93,2 %    | 003'301 | 06,8 %      | 28,7 %      |
| Basel-Stadt (½)            | .0045'168 | 94,2 %    | 002'780 | 05,8 %      | 38,4 %      |
| Bern                       | .0180'359 | 88,5 %    | 023'518 | 11,5 %      | 30,9 %      |
| Freiburg                   | .0060'460 | 91,8 %    | 005'403 | 08,2 %      | 46,2 %      |
| Genf                       | .0060'642 | 95,3 %    | 002'963 | 04,7 %      | 32,3 %      |
| Glarus                     | .0008'693 | 90,9 %    | .000875 | 09,1 %      | 40,7 %      |
| Graubünden                 | .0030'428 | 90,9 %    | 003'172 | 09,4 %      | 28,7 %      |
| Jura                       | .0014'033 | 92,9 %    | 001'065 | 07,1 %      | 32,1 %      |
| Luzern                     | .0067'979 | 92,7 %    | 005'327 | 07,3 %      | 33,5 %      |
| Neuenburg                  | .0021'249 | 91,2 %    | 002'039 | 08,8 %      | 23,4 %      |
| Nidwalden (½)              | .0009'415 | 91,5 %    | .000880 | 08,5 %      | 42,2 %      |
| Obwalden (½)               | .0005'126 | 92,7 %    | .000496 | 07,3 %      | 33,5 %      |
| Schaffhausen               | .0024'231 | 90,4 %    | 002'586 | 09,6 %      | 62,4 %      |
| Schwyz                     | .0017'987 | 88,6 %    | 002'307 | 11,4 %      | 26,2 %      |
| Solothurn                  | .0044'974 | 90,2 %    | 004'911 | 09,8 %      | 31,4 %      |
| St. Gallen                 | .0077'863 | 91,9 %    | 006'836 | 08,1 %      | 31,0 %      |
| Tessin                     | .0056'935 | 93,9 %    | 003'704 | 06,1 %      | 34,1 %      |
| Thurgau                    | .0039'706 | 91,7 %    | 003'573 | 08,3 %      | 33,2 %      |
| Uri                        | .0009'270 | 88,8 %    | 001'174 | 11,2 %      | 43,5 %      |
| Waadt                      | .0057'164 | 92,9 %    | 004'368 | 07,1 %      | 17,7 %      |
| Wallis                     | .0026'228 | 88,7 %    | 003'342 | 11,3 %      | 17,4 %      |
| Zug                        | .0018'431 | 92,9 %    | 001'410 | 07,1 %      | 33,9 %      |
| Zürich                     | .0218'254 | 93,5 %    | 015'248 | 06,5 %      | 31,8 %      |
| Schweiz                    | 1'250'728 | 91,6 %    | 114'105 | 08,4 %      | 31,0 %      |

## Wiedervereinigungsabstimmung (2013)
Auf Anregung der Interjurassischen Versammlung führten beide Kantonsregierungen Verhandlungen zur endgültigen Lösung der Jurafrage. Diese mündeten in einem Abkommen, das am 20. Februar 2012 durch die jurassische Ministerin Elisabeth Baume-Schneider und den Berner Regierungsrat Bernhard Pulver unterzeichnet wurde. Die Stimmberechtigten des Kantons Jura und des Berner Jura sollten darüber entscheiden können, ob ein aus beiden Regionen bestehender neuer Kanton entstehen sollte. Für den Kanton Jura war eine Abstimmung über einen neuen Verfassungsartikel vorgesehen, im Berner Jura eine konsultative Abstimmung. Im Falle einer Zustimmung in beiden Gebieten würden Verhandlungen über ein interkantonales Konkordat beginnen, das die weiteren Schritte festlegen würde. Nach einer weiteren Abstimmung über das ausgehandelte Konkordat würde eine verfassunggebende Versammlung die Verfassung des neu zu schaffenden Kantons ausarbeiten. Sollte die dritte Abstimmung über die Verfassung ebenfalls eine Mehrheit ergeben, entstünde nach Zustimmung der Bundesversammlung ein neuer Kanton.
Während am 24. November 2013 im Kanton Jura eine Ja-Mehrheit von 76,6 % für einen neuen gemeinsamen Kanton resultierte, sprach sich der Berner Jura mit einem Nein-Anteil von 71,9 % dagegen aus. Im Berner Jura verzeichnete nur Moutier eine zustimmende Mehrheit, in Belprahon gab es ein Unentschieden.
Abstimmungsfrage: «Stimmen Sie dem neuen Verfassungsartikel zu, der besagt, dass die Regierung befugt ist, einen Prozess einzuleiten, der zur Schaffung eines neuen Kantons führt, der die Gebiete des Berner Jura und der Republik und des Kantons Jura umfasst, wobei das Recht des Bundes und der betroffenen Kantone zu beachten ist?»
| Bezirk                                 | Ja      | Ja     | Nein    | Nein   | Leer/ Ungültig | Gesamt | Beteiligung | Ergebnis |
| Bezirk                                 | Stimmen | %      | Stimmen | %      | Leer/ Ungültig | Gesamt | Beteiligung | Ergebnis |
| -------------------------------------- | ------- | ------ | ------- | ------ | -------------- | ------ | ----------- | -------- |
| Delémont                               | 12'599  | 79,5 % | 3253    | 20,5 % | 312            | 16'164 | 64,3 %      | Ja       |
| Franches-Montagnes                     | .03969  | 78,6 % | 1079    | 21,4 % | 128            | .05181 | 67,9 %      | Ja       |
| Porrentruy                             | .07964  | 71,5 % | 3173    | 28,5 % | 345            | 11'482 | 62,1 %      | Ja       |
| Gesamt                                 | 24'532  | 76,6 % | 7505    | 23,4 % | 785            | 32'827 | 64,2 %      | Ja       |
| Quelle: Staatskanzlei des Kantons Jura |         |        |         |        |                |        |             |          |

Abstimmungsfrage: «Wollen Sie, dass der Regierungsrat einen Prozess einleitet, der auf die Schaffung eines neuen Kantons abzielt, der die Gebiete des Berner Jura und des Kantons Jura umfasst, wobei das Recht des Bundes und der betroffenen Kantone zu respektieren ist?»
| Bezirk / Gemeinde                                      | Ja      | Ja     | Nein    | Nein   | Leer/ Ungültig | Gesamt | Beteiligung | Ergebnis |
| Bezirk / Gemeinde                                      | Stimmen | %      | Stimmen | %      | Leer/ Ungültig | Gesamt | Beteiligung | Ergebnis |
| ------------------------------------------------------ | ------- | ------ | ------- | ------ | -------------- | ------ | ----------- | -------- |
| Courtelary                                             | 2285    | 20,4 % | .08892  | 79,6 % | 221            | 11'398 | 76,8 %      | Nein     |
| La Neuveville                                          | 0741    | 23,1 % | .02467  | 76,9 % | 047            | .03255 | 72,6 %      | Nein     |
| Moutier                                                | 4351    | 36,8 % | .07464  | 63,2 % | 165            | 11'980 | 76,8 %      | Nein     |
| Gesamt                                                 | 7377    | 28,2 % | 18'823  | 71,8 % | 433            | 26'633 | 74,1 %      | Nein     |
| Detailergebnisse einzelner Gemeinden im Bezirk Moutier |         |        |         |        |                |        |             |          |
| Moutier                                                | 2008    | 55,4 % | .01619  | 44,6 % | 066            | 3693   | 77,6 %      | Ja       |
| Belprahon                                              | 0110    | 50,0 % | .00110  | 50,0 % | 003            | 0223   | 90,7 %      | Neutral  |
| Quelle: Staatskanzlei des Kantons Bern                 |         |        |         |        |                |        |             |          |

## Kantonswechsel von Moutier (2017–2024)
Gemäss dem Abkommen von 2012 konnten innerhalb von zwei Jahren Gesuche für die Durchführung kommunaler Abstimmungen gestellt werden, bei denen verbindlich die Frage nach einem Wechsel zum Kanton Jura gestellt werden sollte. Von dieser Möglichkeit Gebrauch machten die Gemeinden Belprahon, Moutier und Sorvilier, während Crémines und Grandval ihr Gesuch später zurückzogen. Noch fehlte dafür eine gesetzliche Grundlage für die Abstimmungen. Der Berner Regierungsrat legte im Oktober 2015 einen Entwurf vor, den der Grosse Rat am 26. Januar 2016 billigte. Am 18. Juni 2017 beschloss Moutier mit einem Anteil von 51,7 % den Wechsel zum Kanton Jura. Hingegen sprachen sich am 17. September Belprahon mit 51,5 % und Sorvilier mit 66,1 % für den Verbleib beim Kanton Bern aus.
| Frage                                 | Gemeinde  | Datum         | Ja      | Ja     | Nein    | Nein   | Leer/ Ungültig | Gesamt | Beteiligung | Ergebnis |
| Frage                                 | Gemeinde  | Datum         | Stimmen | %      | Stimmen | %      | Leer/ Ungültig | Gesamt | Beteiligung | Ergebnis |
| ------------------------------------- | --------- | ------------- | ------- | ------ | ------- | ------ | -------------- | ------ | ----------- | -------- |
| Wollen Sie dem Kanton Jura beitreten? | Belprahon | 17. September | 0114    | 48,5 % | 0121    | 51,5 % | ?              | ?      | 98 %        | Nein     |
| Wollen Sie dem Kanton Jura beitreten? | Moutier   | 18. Juni      | 2067    | 51,7 % | 1930    | 48,3 % | 61             | 4058   | 89,7 %      | Ja       |
| Wollen Sie dem Kanton Jura beitreten? | Sorvilier | 17. September | 0062    | 33,9 % | 0121    | 66,1 % | ?              | ?      | 89 %        | Nein     |
| Quelle: Année politique suisse        |           |               |         |        |         |        |                |        |             |          |

Regierungsstatthalterin Stéphanie Niederhauser annullierte am 2. November 2018 das Ergebnis in Moutier. Als Begründung nannte sie «Neutralitätsprobleme bei der von der Gemeinde herausgegebenen Abstimmungspropaganda» und «schwerwiegende Mängel bei der Organisation der Abstimmung». Die Separatisten verzichteten darauf, das Urteil ans Bundesgericht weiterzuziehen. Dieser Schritt machte den Weg frei zu weiteren Verhandlungen zwischen den kantonalen Exekutiven und dem Bund. Sie einigten sich im Grundsatz darauf, die Abstimmung zu wiederholen, das Stimmregister zwecks besserer Kontrolle in elektronischer Form zu führen und dem Bundesamt für Justiz die alleinige Kontrolle des Wahlbüros zu überlassen. Schliesslich fand die zweite Abstimmung am 28. März 2021 statt. Die Stimmberechtigten von Moutier sprachen sich überraschend deutlich für einen Kantonswechsel aus; bei einer Beteiligung von 88,4 % stieg der Anteil der Ja-Stimmen auf 54,9 %.
| Frage                                 | Gemeinde | Ja      | Ja     | Nein    | Nein   | Leer/ Ungültig | Gesamt | Beteiligung | Ergebnis |
| Frage                                 | Gemeinde | Stimmen | %      | Stimmen | %      | Leer/ Ungültig | Gesamt | Beteiligung | Ergebnis |
| ------------------------------------- | -------- | ------- | ------ | ------- | ------ | -------------- | ------ | ----------- | -------- |
| Wollen Sie dem Kanton Jura beitreten? | Moutier  | 2114    | 54,9 % | 1740    | 45,1 % | 61             | 3915   | 88,5 %      | Ja       |
| Quelle: Année politique suisse        |          |         |        |         |        |                |        |             |          |

Nach der erneuten Zustimmung Moutiers handelten die Behörden der Kantone Bern und Jura ein interkantonales Konkordat aus, das den Kantonswechsel per 1. Januar 2026 regeln soll. Das Vertragswerk war am 22. September 2024 in beiden Kantonen wiederum Gegenstand einer Volksabstimmung. Die Stimmberechtigten beider Kantone stimmten der Vorlage deutlich zu, in Moutier selbst stimmten 56,2 % dafür. Die Bundesversammlung hat am 21. März 2025 dem Kantonswechsel zugestimmt, so dass der Wechsel Moutiers zum Kanton Jura am 1. Januar 2026 vollzogen werden kann. Der Ständerat hat den entsprechenden Bundesbeschluss einstimmig, der Nationalrat mit 174 zu 14 Stimmen bei 2 Enthaltungen angenommen. Die Ablehnungen und Enthaltungen kamen aus der SVP-Fraktion.
| Konkordat über den Wechsel der Gemeinde Moutier zum Kanton Jura | Bern | 253'169 | 83,2 % | 51'104 | 16,8 % | 304'263 | 42,6 % | Ja |
| Konkordat über den Wechsel der Gemeinde Moutier zum Kanton Jura | Jura | 019'470 | 72,9 % | .07253 | 27,1 % | 026'723 | 50,3 % | Ja |
| Quelle: Kanton Bern, Kanton Jura                                |      |         |        |        |        |         |        |    |